# Jisra'el ben Josef

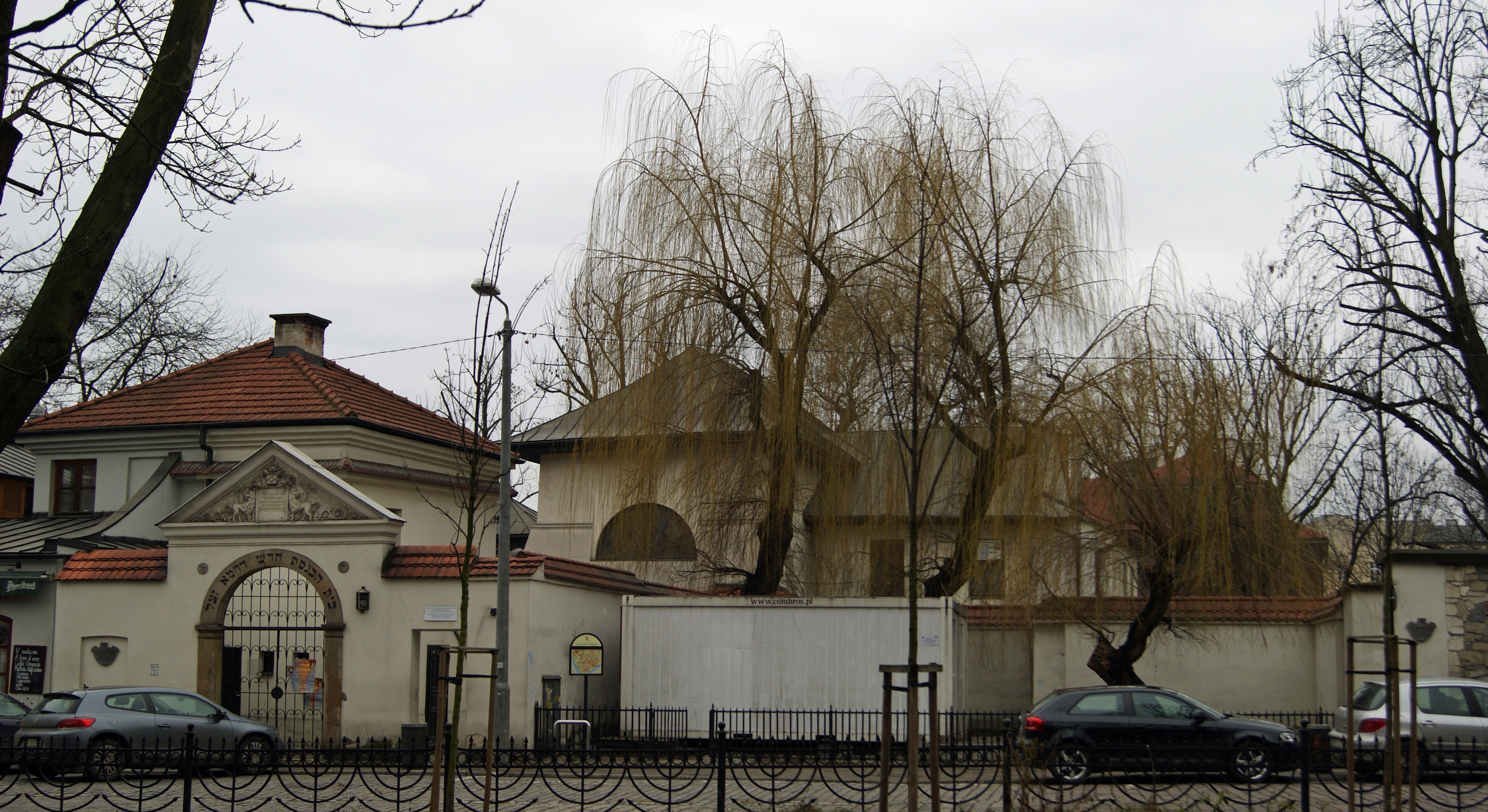
Synagoga Remu, na Szeroké ulici č. 40, v Kaziměři

Jisra'el (též Israel či Isserl) ben Josef nebo také Israel Isserlis apod. (hebrejsky ישראל בן יוסף‎, asi 1500 - 1568) byl zámožný polský židovský obchodník, bankéř a talmudista původem z Německa.

## Život a činnost
O jeho životě není mnoho zpráv. Jisra'el byl vnukem Mošeho Auerbacha z německého Řezna. Po vyhnání Židů z Řezna se s dalšími souvěrci v roce 1519 usadil v Krakově.
Oženil se s Malkou, dcerou jistého Eleazara a mezi lety 1520 a 1530 se manželům narodil jejich syn Moše Isserles, později označovaný zkráceně jako ReMu. Ten nejprve studoval u svého otce, který byl mezi krakovskými Židy považován za vynikajícího znalce Talmudu. Otec ho posléze poslal na pokračovací studium na slavné ješivě u rabína Šaloma Šachny v Lublinu, kde se Moše údajně oženil se Šachnovou dcerou Goldou. Ta však zemřela v roce 1552 ve věku 20 let. V témže roce při morové epidemii zemřela také Jisra'elova matka, manželka Malka a snacha Golda.

### Synagoga Remu
V době morové epidemie byl Jisra'el bohatým obchodníkem a uznávaným členem kaziměřské obce. Na svém pozemku (dědictví po zesnulé manželce) nechal postavit synagogu. Ta byla slavnostně otevřena v roce 1553 a v roce 1556 přišlo oficiální potvrzení od krále Zikmunda II. Augusta. Dnes jde o jednu z nejstarších synagog v Kaziměři, později na počest jeho syna Mošeho pojmenovanou synagoga Remu.
Podle Židovské encyklopedie  lze z předmluvy k „Mechir jajin“, kterou sepsal jeho syn, vyvodit, že byl hlavou tamní komunity.

## Legendy
Podle jedné lidové tradice založil Jisra'el synagogu na počest svého syna Mojšeho, který byl již v mládí známý svým vzděláním. Hebrejský nápis na náhrobní desce však zní: „Manžel, R. Israel, syn Josefa blahé paměti, připoutaného ke slávě Věčného, a jeho manželky Malky, dcery Eleazara, nechť je její duše přijata mezi živé, postavili ze svého odkazu tuto synagogu, dům Páně. Pán obnov Izraelský poklad“. Z tohoto textu vyplývá, že synagoga byla postavena na památku Jisra'elovy manželky Malky (zesnulé v roce 1552).
Jisra'el vždy pečlivě dbal na to, aby v pátek po poledni nikdy nepracoval. Podle legendy měl být právě kvůli této zásluze odměněn z nebe slavným synem.